# 김은철 (외교관)
김은철(?~)는 조선민주주의인민공화국의 외교관이다.

## 경력
- 외무성 부상[1][2][3]